# Nectanebo al II-lea
Nectanebo al II-lea (anii de domnie: 360 î.Hr. — 343 î.Hr.), numit și Nakhtoreb, a fost ultimul faraon indigen al Egiptului Antic. Este totodată al treilea și ultimul membru al celei de-a XXX-a Dinastii.
A ocupat tronul datorită armatei de mercenari aflate sub comanda regelui Agesilaus al II-lea al Spartei, care l-a ajutat să-l detroneze pe predecesorul său Teos și să înlăture un alt pretendent la domnie. După o domnie de 17 ani, a fost învins de regele persan Artaxerses al III-lea în decursul celei de-a doua campanii egiptene a acestuia și a fost nevoit să fugă inițial în Memphis, ulterior în Egiptul de Sus, pentru ca în final să se exileze în Nubia, loc de unde dispare din istorie. Odată cu înfrângerea și exilarea sa, Egiptul redevine o satrapie persană.
Sarcofagul său — actualmente aflat la Muzeul Britanic, Londra — a fost descoperit într-o moschee din Alexandria, unde se pare că servea drept bazin de abluțiune rituală, așa cum au rămas mărturie cele 12 orificii de drenaj săpate la baza sa.